# Sakutarō Kobayashi
Sakutarō Kobayashi (jap. 小林朔太郎 Kobayashi Sakutarō; ur. 29 maja 2000) – japoński kombinator norweski, a następnie skoczek narciarski, reprezentant klubu Megmilk Snow Brand Ski Team. Medalista zimowej uniwersjady w obu tych dyscyplinach.

## Przebieg kariery
Początkowo uprawiał kombinację norweską. Na Mistrzostwach Świata Juniorów 2018 indywidualnie zajął 12. (HS106/5 km) i 18. (HS106/10 km) miejsce, a w zawodach drużynowych był 8. Rok później indywidualnie był 16. na krótszym i 26. na dłuższym dystansie, a w drużynie zajął 6. pozycję. 13 grudnia 2019 w debiucie w Pucharze Kontynentalnym zajął 30. miejsce w Utah Olympic Park. W pierwszej dziesiątce zawody tego cyklu ukończył po raz pierwszy w lutym 2021 w Lahti, gdzie zajął 9. lokatę. 5 grudnia 2021 zajął 2. miejsce w konkursie Pucharu Kontynentalnego w Zhangjiakou.
W zawodach kombinacji norweskiej na Zimowej Uniwersjadzie 2023 zdobył złote medale w obu zawodach indywidualnych, rozgrywanych metodą Gundersena oraz startu masowego, a także w sztafecie mieszanej, zaś w sprincie drużynowym zdobył srebro. Wystąpił również w drużynowym konkursie skoków narciarskich, w którym zdobył brązowy medal.
Od sezonu 2023/2024 rozpoczął regularne starty w zawodach w skokach narciarskich. 16 września 2023 w Einsiedeln w debiucie w FIS Cupie zajął 53. miejsce. Dzień później zdobył pierwsze punkty cyklu po zajęciu 23. pozycji. 20 stycznia 2024 w Sapporo w swoim pierwszym występie w Pucharze Kontynentalnym w skokach narciarskich zajął 18. lokatę. 17 lutego 2024 zadebiutował w Pucharze Świata, zajmując 46. miejsce w Sapporo. 16 marca 2024 w Zakopanem zajął najwyższą w sezonie, 10. pozycję w Pucharze Kontynentalnym.
13 sierpnia 2024 zdobył punkty w debiucie w Letnim Grand Prix, zajmując 12. miejsce w zawodach w Courchevel. Łącznie w LGP 2024 siedmiokrotnie znalazł się w najlepszej trzydziestce. Sezon zimowy 2024/2025 rozpoczął w Pucharze Kontynentalnym, w najlepszym występie zajmując 5. lokatę. Począwszy od Turnieju Czterech Skoczni startował w Pucharze Świata. 4 stycznia 2024 zdobył pierwsze w karierze punkty tego cyklu, zajmując 29. miejsce w zawodach w Innsbrucku. W dalszej części sezonu jeszcze ośmiokrotnie zajmował lokaty w pierwszej trzydziestce, a najwyżej sklasyfikowany był 15 marca 2025 w konkursie Raw Air na mamuciej skoczni w Vikersund, gdzie zajął 13. pozycję. Znalazł się w składzie reprezentacji Japonii na Mistrzostwa Świata w Narciarstwie Klasycznym 2025. Wystartował jedynie w konkursie indywidualnym na skoczni normalnej, gdzie został zdyskwalifikowany za nieregulaminowy kombinezon.

## Osiągnięcia –kombinacja norweska

### Mistrzostwa świata juniorów
| Miejsce | Dzień       | Rok  | Miejscowość | Konkurencja           | Wynik zwycięzcy | Strata      | Zwycięzca          |
| ------- | ----------- | ---- | ----------- | --------------------- | --------------- | ----------- | ------------------ |
| 18.     | 30 stycznia | 2018 | Kandersteg  | Gundersen HS106/10 km | 22:58,3 min     | +2:08,5 min | Ondřej Pažout      |
| 8.      | 1 lutego    | 2018 | Kandersteg  | Sztafeta HS106/4x5 km | 56:33,0 min     | +5:06,0 min | Austria            |
| 12.     | 3 lutego    | 2018 | Kandersteg  | Gundersen HS106/5 km  | 11:28,8 min     | +54,7 s     | Vid Vrhovnik       |
| 16.     | 23 stycznia | 2019 | Lahti       | Gundersen HS100/5 km  | 13:43,0 min     | +1:12,0 min | Julian Schmid      |
| 6.      | 25 stycznia | 2019 | Lahti       | Sztafeta HS100/4x5 km | 53:16,4 min     | +50,6 s     | Niemcy             |
| 26.     | 27 stycznia | 2019 | Lahti       | Gundersen HS100/10 km | 28:16,8 min     | +2:26,3 min | Johannes Lamparter |

### Uniwersjada
| Miejsce | Dzień       | Rok  | Miejscowość | Konkurencja                      | Wynik zwycięzcy | Strata | Zwycięzca         |
| ------- | ----------- | ---- | ----------- | -------------------------------- | --------------- | ------ | ----------------- |
| 1.      | 13 stycznia | 2023 | Lake Placid | Gundersen HS100/10km             | 24:52,2 min     | –      | –                 |
| 1.      | 15 stycznia | 2023 | Lake Placid | Start masowy HS100/10 km         | 124,6 pkt       | –      | –                 |
| 2.      | 17 stycznia | 2023 | Lake Placid | Sprint drużynowy HS100/4x1,5 km  | 24:51,1 min     | +7,4 s | Stany Zjednoczone |
| 1.      | 19 stycznia | 2023 | Lake Placid | Sztafeta mieszana HS100/2x2,5 km | 12:14,7 min     | –      | –                 |

### Puchar Kontynentalny

#### Miejsca w klasyfikacji generalnej
- sezon 2019/2020: 70.
- sezon 2020/2021: 29.
- sezon 2021/2022: 25.

#### Miejsca na podium chronologicznie
| Lp. | Data           | Miejscowość | Konkurencja           | Wynik zwycięzcy | Pozycja | Strata  | Zwycięzca   |
| --- | -------------- | ----------- | --------------------- | --------------- | ------- | ------- | ----------- |
| 1.  | 5 grudnia 2021 | Zhangjiakou | Gundersen HS106/10 km | 26:36,6 min     | 2.      | +31,7 s | Jakob Lange |

#### Miejsca w poszczególnych konkursach Pucharu Kontynentalnego
| Źródło | Źródło      | Źródło      | Źródło         | Źródło         | Źródło      | Źródło      | Źródło      | Źródło      | Źródło      | Źródło      | Źródło      | Źródło      | Źródło      | Źródło | Źródło      | Źródło      | Źródło   | Źródło   | Źródło           | Źródło           | Źródło | Źródło | Źródło | Źródło | Źródło | Źródło | Źródło | Źródło | Źródło |
| --- | ----------- | ----------- | -------------- | -------------- | ----------- | ----------- | ----------- | ----------- | ----------- | ----------- | ----------- | ----------- | ----------- | ------ | ----------- | ----------- | -------- | -------- | ---------------- | ---------------- | ------ | ------ | ------ | ------ | ------ | ------ | ------ | ------ | ------ |
| Sezon 2019/2020 |             |             |                |                |             |             |             |             |             |             |             |             |             |        |             |             |          |          |                  |                  |        |        |        |        |        |        |        |        |        |
| Park City | Park City   | Park City   | Oberwiesenthal | Oberwiesenthal | Klingenthal | Klingenthal | Rena        | Rena        | Planica     | Planica     | Eisenerz    | Eisenerz    | Lahti       | Lahti  | Niżny Tagił | Niżny Tagił | punkty   | punkty   | punkty           | punkty           | punkty | punkty | punkty | punkty | punkty |        |        |        |        |
| 30 | 29          | 22          | 43             | 25             | -           | -           | -           | -           | -           | -           | -           | -           | -           | -      | -           | -           | 18       | 18       | 18               | 18               | 18     | 18     | 18     | 18     | 18     |        |        |        |        |
| Sezon 2020/2021 |             |             |                |                |             |             |             |             |             |             |             |             |             |        |             |             |          |          |                  |                  |        |        |        |        |        |        |        |        |        |
| Park City | Park City   | Park City   | Klingenthal    | Klingenthal    | Klingenthal | Eisenerz    | Eisenerz    | Eisenerz    | Lahti       | Lahti       | Niżny Tagił | Niżny Tagił | Niżny Tagił | punkty | punkty      | punkty      | punkty   | punkty   | punkty           | punkty           | punkty | punkty |        |        |        |        |        |        |        |
| - | -           | -           | 13             | 16             | 11          | 28          | 29          | 15          | 15          | 9           | -           | -           | -           | 125    | 125         | 125         | 125      | 125      | 125              | 125              | 125    | 125    |        |        |        |        |        |        |        |
| Sezon 2021/2022 |             |             |                |                |             |             |             |             |             |             |             |             |             |        |             |             |          |          |                  |                  |        |        |        |        |        |        |        |        |        |
| Niżny Tagił | Niżny Tagił | Zhangjiakou | Zhangjiakou    | Ruka           | Ruka        | Klingenthal | Klingenthal | Klingenthal | Lillehammer | Lillehammer | Eisenerz    | Eisenerz    | Lahti       | Lahti  | Park City   | Park City   | Whistler | Whistler | Lake Placid/Orda | Lake Placid/Orda | punkty | punkty | punkty | punkty | punkty | punkty | punkty | punkty | punkty |
| 12 | 15          | 7           | 2              | 14             | 17          | -           | -           | -           | -           | -           | -           | -           | -           | -      | -           | -           | -        | -        | -                | -                | 186    | 186    | 186    | 186    | 186    | 186    | 186    | 186    | 186    |
| Legenda |             |             |                |                |             |             |             |             |             |             |             |             |             |        |             |             |          |          |                  |                  |        |        |        |        |        |        |        |        |        |
| 1 2 3 4-10 11-30 poniżej 30 - – zawodnik nie wystartował DNF – zawodnik nie ukończył biegu DNS – zawodnik nie wystartował do biegu |             |             |                |                |             |             |             |             |             |             |             |             |             |        |             |             |          |          |                  |                  |        |        |        |        |        |        |        |        |        |

## Osiągnięcia –skoki narciarskie

### Mistrzostwa świata

#### Indywidualnie
| 2025 Trondheim | – | dyskwalifikacja (K-94) |

#### Starty S. Kobayashiego na mistrzostwach świata – szczegółowo
| Miejsce | Dzień   | Rok  | Miejscowość | Skocznia | Punkt K | HS     | Konkurs  | Skok 1 | Skok 2 | Nota | Strata | Zwycięzca      |
| ------- | ------- | ---- | ----------- | -------- | ------- | ------ | -------- | ------ | ------ | ---- | ------ | -------------- |
| —       | 2 marca | 2025 | Trondheim   | Granåsen | K-94    | HS-102 | indywid. | DSQ    | DSQ    | DSQ  | DSQ    | Marius Lindvik |

### Uniwersjada

#### Drużynowo
| 2023 Lake Placid | – | brązowy medal |

#### Starty S. Kobayashiego na uniwersjadzie – szczegółowo
| Miejsce | Dzień       | Rok  | Miejscowość | Skocznia            | Punkt K | HS     | Konkurs | Skok 1 | Skok 2 | Nota                  | Strata   | Zwycięzca |
| ------- | ----------- | ---- | ----------- | ------------------- | ------- | ------ | ------- | ------ | ------ | --------------------- | -------- | --------- |
| 3.      | 20 stycznia | 2023 | Lake Placid | MacKenzie Intervale | K-90    | HS-100 | druż.   | 91,0 m | 98,5 m | 452,9 pkt (235,8 pkt) | 17,6 pkt | Austria I |

### Puchar Świata

#### Miejsca w klasyfikacji generalnej
| Sezon     | Miejsce |
| --------- | ------- |
| 2024/2025 | 40.     |

#### Miejsca w poszczególnych konkursach indywidualnychPucharu Świata
stan po zakończeniu sezonu 2024/2025
| Źródło | Źródło            | Źródło           | Źródło            | Źródło            | Źródło            | Źródło                 | Źródło                 | Źródło           | Źródło                       | Źródło           | Źródło                       | Źródło          | Źródło              | Źródło          | Źródło           | Źródło            | Źródło            | Źródło          | Źródło            | Źródło            | Źródło           | Źródło        | Źródło      | Źródło          | Źródło          | Źródło          | Źródło          | Źródło          | Źródło          | Źródło        | Źródło        | Źródło | Źródło | Źródło | Źródło | Źródło | Źródło | Źródło | Źródło | Źródło | Źródło | Źródło | Źródło | Źródło | Źródło | Źródło | Źródło | Źródło | Źródło |        |
| --- | ----------------- | ---------------- | ----------------- | ----------------- | ----------------- | ---------------------- | ---------------------- | ---------------- | ---------------------------- | ---------------- | ---------------------------- | --------------- | ------------------- | --------------- | ---------------- | ----------------- | ----------------- | --------------- | ----------------- | ----------------- | ---------------- | ------------- | ----------- | --------------- | --------------- | --------------- | --------------- | --------------- | --------------- | ------------- | ------------- | ------ | ------ | ------ | ------ | ------ | ------ | ------ | ------ | ------ | ------ | ------ | ------ | ------ | ------ | ------ | ------ | ------ | ------ | ------ |
| Sezon 2023/2024 |                   |                  |                   |                   |                   |                        |                        |                  |                              |                  |                              |                 |                     |                 |                  |                   |                   |                 |                   |                   |                  |               |             |                 |                 |                 |                 |                 |                 |               |               |        |        |        |        |        |        |        |        |        |        |        |        |        |        |        |        |        |        |        |
| Ruka HS142 | Ruka HS142        | Lillehammer HS98 | Lillehammer HS140 | Klingenthal HS140 | Klingenthal HS140 | Engelberg HS140        | Engelberg HS140        | Oberstdorf HS137 | Garmisch-Partenkirchen HS142 | Innsbruck HS128  | Bischofshofen HS142          | Wisła HS134     | Zakopane HS140      | Willingen HS147 | Willingen HS147  | Lake Placid HS128 | Lake Placid HS128 | Sapporo HS137   | Sapporo HS137     | Oberstdorf HS235  | Oberstdorf HS235 | Lahti HS130   | Lahti HS130 | Oslo HS134      | Oslo HS134      | Trondheim HS105 | Trondheim HS138 | Vikersund HS240 | Vikersund HS240 | Planica HS240 | Planica HS240 | punkty | punkty | punkty | punkty | punkty | punkty | punkty | punkty | punkty | punkty | punkty | punkty | punkty | punkty | punkty | punkty | punkty | punkty | punkty |
| - | -                 | -                | -                 | -                 | -                 | -                      | -                      | -                | -                            | -                | -                            | -               | -                   | -               | -                | -                 | -                 | 46              | q                 | -                 | -                | -             | -           | -               | -               | -               | -               | -               | -               | -             | -             | 0      | 0      | 0      | 0      | 0      | 0      | 0      | 0      | 0      | 0      | 0      | 0      | 0      | 0      | 0      | 0      | 0      | 0      | 0      |
| Sezon 2024/2025 |                   |                  |                   |                   |                   |                        |                        |                  |                              |                  |                              |                 |                     |                 |                  |                   |                   |                 |                   |                   |                  |               |             |                 |                 |                 |                 |                 |                 |               |               |        |        |        |        |        |        |        |        |        |        |        |        |        |        |        |        |        |        |        |
| Lillehammer HS140 | Lillehammer HS140 | Ruka HS142       | Ruka HS142        | Wisła HS134       | Wisła HS134       | Titisee-Neustadt HS142 | Titisee-Neustadt HS142 | Engelberg HS140  | Engelberg HS140              | Oberstdorf HS137 | Garmisch-Partenkirchen HS142 | Innsbruck HS128 | Bischofshofen HS142 | Zakopane HS140  | Oberstdorf HS235 | Oberstdorf HS235  | Willingen HS147   | Willingen HS147 | Lake Placid HS128 | Lake Placid HS128 | Sapporo HS137    | Sapporo HS137 | Oslo HS134  | Vikersund HS240 | Vikersund HS240 | Lahti HS130     | Planica HS240   | Planica HS240   | punkty          | punkty        | punkty        | punkty | punkty | punkty | punkty | punkty | punkty | punkty | punkty | punkty | punkty | punkty | punkty | punkty | punkty | punkty | punkty |        |        |        |
| - | -                 | -                | -                 | -                 | -                 | -                      | -                      | -                | -                            | 38               | 35                           | 29              | 42                  | 40              | q                | 37                | 25                | 29              | 49                | 49                | 21               | 21            | 26          | 13              | 38              | 21              | 20              | -               | 76              | 76            | 76            | 76     | 76     | 76     | 76     | 76     | 76     | 76     | 76     | 76     | 76     | 76     | 76     | 76     | 76     | 76     | 76     |        |        |        |
| Legenda |                   |                  |                   |                   |                   |                        |                        |                  |                              |                  |                              |                 |                     |                 |                  |                   |                   |                 |                   |                   |                  |               |             |                 |                 |                 |                 |                 |                 |               |               |        |        |        |        |        |        |        |        |        |        |        |        |        |        |        |        |        |        |        |
| 1 2 3 4-10 11-30 poniżej 30 dq – dyskwalifikacja q – dyskwalifikacja w kwalifikacjach q – zawodnik nie zakwalifikował się - – zawodnik nie wystartował |                   |                  |                   |                   |                   |                        |                        |                  |                              |                  |                              |                 |                     |                 |                  |                   |                   |                 |                   |                   |                  |               |             |                 |                 |                 |                 |                 |                 |               |               |        |        |        |        |        |        |        |        |        |        |        |        |        |        |        |        |        |        |        |

#### Miejsca w poszczególnych konkursach drużynowychPucharu Świata
stan po zakończeniu sezonu 2024/2025
| Sezon 2024/2025                                                                 | Sezon 2024/2025 | Sezon 2024/2025 | Lillehammer HS140 (mikst) | Titisee-Neustadt HS142 (duety) | Zakopane HS140 | Willingen HS147 (mikst) | Lake Placid HS128 (mikst) | Lahti HS130 (duety) | Planica HS240 |
| Sezon 2024/2025                                                                 | Sezon 2024/2025 | Sezon 2024/2025 | -                         | -                              | 8              | -                       | -                         | -                   | 5             |
| Legenda                                                                         |                 |                 |                           |                                |                |                         |                           |                     |               |
| 1 2 3 4-8 poniżej 8 (Duety: 1 2 3 4-12 poniżej 12) - – zawodnik nie wystartował |                 |                 |                           |                                |                |                         |                           |                     |               |

#### Puchar Świata w lotach

##### Miejsca w klasyfikacji generalnej
| Sezon     | Miejsce |
| --------- | ------- |
| 2024/2025 | 30.     |

#### Turniej Czterech Skoczni

##### Miejsca w klasyfikacji generalnej
| Sezon     | Miejsce |
| --------- | ------- |
| 2024/2025 | 34.     |

#### Raw Air

##### Miejsca w klasyfikacji generalnej
| Sezon | Miejsce |
| ----- | ------- |
| 2025  | 21.     |

#### Planica 7

##### Miejsca w klasyfikacji generalnej
| Sezon | Miejsce |
| ----- | ------- |
| 2025  | 22.     |

### Letnie Grand Prix

#### Miejsca w klasyfikacji generalnej
| Sezon | Miejsce |
| ----- | ------- |
| 2024  | 30.     |

#### Miejsca na podium w konkursach indywidualnych LGP chronologicznie
| Lp. | Dzień      | Rok  | Miejscowość | Skocznia         | Punkt K | HS     | Skok 1  | Skok 2  | Nota      | Lok. | Strata  | Zwycięzca      |
| --- | ---------- | ---- | ----------- | ---------------- | ------- | ------ | ------- | ------- | --------- | ---- | ------- | -------------- |
| 1.  | 9 sierpnia | 2025 | Courchevel  | Tremplin du Praz | K-125   | HS-132 | 127,0 m | 125,0 m | 271,4 pkt | 3.   | 6,3 pkt | Marius Lindvik |

#### Miejsca w poszczególnych konkursach indywidualnychLGP
stan na 10 sierpnia 2025
| Źródło | Źródło           | Źródło      | Źródło      | Źródło      | Źródło      | Źródło          | Źródło          | Źródło            | Źródło          | Źródło            | Źródło | Źródło | Źródło | Źródło | Źródło | Źródło | Źródło | Źródło | Źródło | Źródło | Źródło | Źródło | Źródło | Źródło | Źródło | Źródło |        |
| --- | ---------------- | ----------- | ----------- | ----------- | ----------- | --------------- | --------------- | ----------------- | --------------- | ----------------- | ------ | ------ | ------ | ------ | ------ | ------ | ------ | ------ | ------ | ------ | ------ | ------ | ------ | ------ | ------ | ------ | ------ |
| 2024 |                  |             |             |             |             |                 |                 |                   |                 |                   |        |        |        |        |        |        |        |        |        |        |        |        |        |        |        |        |        |
| Courchevel HS132 | Courchevel HS132 | Wisła HS134 | Wisła HS134 | Râșnov HS97 | Râșnov HS97 | Hinzenbach HS90 | Hinzenbach HS90 | Klingenthal HS140 | punkty          | punkty            | punkty | punkty | punkty | punkty | punkty | punkty | punkty | punkty | punkty | punkty | punkty | punkty | punkty | punkty | punkty | punkty | punkty |
| 12 | 11               | 15          | 20          | 23          | 28          | 27              | -               | -                 | 88              | 88                | 88     | 88     | 88     | 88     | 88     | 88     | 88     | 88     | 88     | 88     | 88     | 88     | 88     | 88     | 88     | 88     | 88     |
| 2025 |                  |             |             |             |             |                 |                 |                   |                 |                   |        |        |        |        |        |        |        |        |        |        |        |        |        |        |        |        |        |
| Courchevel HS132 | Courchevel HS132 | Wisła HS134 | Wisła HS134 | Râșnov HS97 | Râșnov HS97 | Predazzo HS109  | Predazzo HS143  | Hinzenbach HS90   | Hinzenbach HS90 | Klingenthal HS140 | punkty |        |        |        |        |        |        |        |        |        |        |        |        |        |        |        |        |
| 3 | q                |             |             |             |             |                 |                 |                   |                 |                   | 60     |        |        |        |        |        |        |        |        |        |        |        |        |        |        |        |        |
| Legenda |                  |             |             |             |             |                 |                 |                   |                 |                   |        |        |        |        |        |        |        |        |        |        |        |        |        |        |        |        |        |
| 1 2 3 4-10 11-30 poniżej 30 dq – dyskwalifikacja q – dyskwalifikacja w kwalifikacjach q – zawodnik nie zakwalifikował się - – zawodnik nie wystartował |                  |             |             |             |             |                 |                 |                   |                 |                   |        |        |        |        |        |        |        |        |        |        |        |        |        |        |        |        |        |

### Puchar Kontynentalny

#### Miejsca w klasyfikacji generalnej
| Sezon     | Miejsce |
| --------- | ------- |
| 2023/2024 | 46.     |
| 2024/2025 | 46.     |

#### Miejsca w poszczególnych konkursachPucharu Kontynentalnego
stan po zakończeniu sezonu 2024/2025
| Sezon 2023/2024                                                               |                   |            |            |                 |                 |                              |                              |                 |                 |               |                   |                   |                 |                 |                     |                     |                     |                     |                     |                     |                |                |             |             |                |                |        |        |        |        |        |        |        |        |        |        |        |        |        |        |        |        |        |        |        |        |        |        |        |        |        |        |        |        |        |        |        |        |        |        |        |        |
| Lillehammer HS140                                                             | Lillehammer HS140 | Ruka HS142 | Ruka HS142 | Engelberg HS140 | Engelberg HS140 | Garmisch-Partenkirchen HS142 | Garmisch-Partenkirchen HS142 | Innsbruck HS128 | Innsbruck HS128 | Sapporo HS137 | Sapporo HS137     | Sapporo HS137     | Willingen HS147 | Willingen HS147 | Lillehammer HS140   | Lillehammer HS140   | Brotterode HS117    | Brotterode HS117    | Iron Mountain HS133 | Iron Mountain HS133 | Planica HS138  | Planica HS138  | Lahti HS130 | Lahti HS130 | Zakopane HS140 | Zakopane HS140 | punkty |        |        |        |        |        |        |        |        |        |        |        |        |        |        |        |        |        |        |        |        |        |        |        |        |        |        |        |        |        |        |        |        |        |        |        |
| -                                                                             | -                 | -          | -          | -               | -               | -                            | -                            | -               | -               | 18            | 15                | 17                | -               | -               | -                   | -                   | -                   | -                   | -                   | -                   | 40             | 23             | 21          | 34          | 10             | 11             | 111    |        |        |        |        |        |        |        |        |        |        |        |        |        |        |        |        |        |        |        |        |        |        |        |        |        |        |        |        |        |        |        |        |        |        |        |
| Sezon 2024/2025                                                               |                   |            |            |                 |                 |                              |                              |                 |                 |               |                   |                   |                 |                 |                     |                     |                     |                     |                     |                     |                |                |             |             |                |                |        |        |        |        |        |        |        |        |        |        |        |        |        |        |        |        |        |        |        |        |        |        |        |        |        |        |        |        |        |        |        |        |        |        |        |        |
| Zhangjiakou HS106                                                             | Zhangjiakou HS106 | Ruka HS142 | Ruka HS142 | Engelberg HS140 | Engelberg HS140 | Bischofshofen HS142          | Bischofshofen HS142          | Sapporo HS137   | Sapporo HS137   | Sapporo HS137 | Lillehammer HS140 | Lillehammer HS140 | Kranj HS109     | Kranj HS109     | Iron Mountain HS133 | Iron Mountain HS133 | Iron Mountain HS133 | Iron Mountain HS133 | Lahti HS130         | Lahti HS130         | Zakopane HS140 | Zakopane HS140 | punkty      | punkty      | punkty         | punkty         | punkty | punkty | punkty | punkty | punkty | punkty | punkty | punkty | punkty | punkty | punkty | punkty | punkty | punkty | punkty | punkty | punkty | punkty | punkty | punkty | punkty | punkty | punkty | punkty | punkty | punkty | punkty | punkty | punkty | punkty | punkty | punkty | punkty | punkty | punkty | punkty |
| -                                                                             | 10                | 17         | 5          | -               | -               | -                            | -                            | -               | -               | -             | -                 | -                 | -               | -               | -                   | -                   | -                   | -                   | -                   | -                   | -              | -              | 85          | 85          | 85             | 85             | 85     | 85     | 85     | 85     | 85     | 85     | 85     | 85     | 85     | 85     | 85     | 85     | 85     | 85     | 85     | 85     | 85     | 85     | 85     | 85     | 85     | 85     | 85     | 85     | 85     | 85     | 85     | 85     | 85     | 85     | 85     | 85     | 85     | 85     | 85     | 85     |
| Legenda                                                                       |                   |            |            |                 |                 |                              |                              |                 |                 |               |                   |                   |                 |                 |                     |                     |                     |                     |                     |                     |                |                |             |             |                |                |        |        |        |        |        |        |        |        |        |        |        |        |        |        |        |        |        |        |        |        |        |        |        |        |        |        |        |        |        |        |        |        |        |        |        |        |
| 1 2 3 4-10 11-30 poniżej 30 dq – dyskwalifikacja - – zawodnik nie wystartował |                   |            |            |                 |                 |                              |                              |                 |                 |               |                   |                   |                 |                 |                     |                     |                     |                     |                     |                     |                |                |             |             |                |                |        |        |        |        |        |        |        |        |        |        |        |        |        |        |        |        |        |        |        |        |        |        |        |        |        |        |        |        |        |        |        |        |        |        |        |        |

### FIS Cup

#### Miejsca w klasyfikacji generalnej
| Sezon     | Miejsce |
| --------- | ------- |
| 2023/2024 | 59.     |

#### Miejsca w poszczególnych konkursachFIS Cupu
stan po zakończeniu sezonu 2024/2025
| Źródło                                                                        | Źródło        | Źródło           | Źródło           | Źródło       | Źródło       | Źródło      | Źródło      | Źródło           | Źródło           | Źródło        | Źródło        | Źródło      | Źródło      | Źródło        | Źródło        | Źródło        | Źródło        | Źródło         | Źródło         | Źródło | Źródło | Źródło | Źródło | Źródło | Źródło | Źródło | Źródło | Źródło | Źródło | Źródło | Źródło | Źródło | Źródło | Źródło | Źródło | Źródło | Źródło | Źródło | Źródło |
| ----------------------------------------------------------------------------- | ------------- | ---------------- | ---------------- | ------------ | ------------ | ----------- | ----------- | ---------------- | ---------------- | ------------- | ------------- | ----------- | ----------- | ------------- | ------------- | ------------- | ------------- | -------------- | -------------- | ------ | ------ | ------ | ------ | ------ | ------ | ------ | ------ | ------ | ------ | ------ | ------ | ------ | ------ | ------ | ------ | ------ | ------ | ------ | ------ |
| Sezon 2023/2024                                                               |               |                  |                  |              |              |             |             |                  |                  |               |               |             |             |               |               |               |               |                |                |        |        |        |        |        |        |        |        |        |        |        |        |        |        |        |        |        |        |        |        |
| Szczyrk HS104                                                                 | Szczyrk HS104 | Einsiedeln HS117 | Einsiedeln HS117 | Villach HS98 | Villach HS98 | Râșnov HS97 | Râșnov HS97 | Kandersteg HS106 | Kandersteg HS106 | Notodden HS98 | Notodden HS98 | Falun HS100 | Falun HS100 | Szczyrk HS104 | Szczyrk HS104 | Oberhof HS100 | Oberhof HS100 | Zakopane HS140 | Zakopane HS140 | punkty | punkty | punkty | punkty | punkty | punkty | punkty | punkty | punkty | punkty | punkty | punkty | punkty | punkty | punkty | punkty | punkty | punkty | punkty |        |
| -                                                                             | -             | 53               | 23               | -            | -            | -           | -           | -                | -                | -             | -             | -           | -           | -             | -             | -             | -             | 8              | 17             | 54     | 54     | 54     | 54     | 54     | 54     | 54     | 54     | 54     | 54     | 54     | 54     | 54     | 54     | 54     | 54     | 54     | 54     | 54     |        |
| Legenda                                                                       |               |                  |                  |              |              |             |             |                  |                  |               |               |             |             |               |               |               |               |                |                |        |        |        |        |        |        |        |        |        |        |        |        |        |        |        |        |        |        |        |        |
| 1 2 3 4-10 11-30 poniżej 30 dq – dyskwalifikacja - − zawodnik nie wystartował |               |                  |                  |              |              |             |             |                  |                  |               |               |             |             |               |               |               |               |                |                |        |        |        |        |        |        |        |        |        |        |        |        |        |        |        |        |        |        |        |        |